# ウェストスプリングフィールド (マサチューセッツ州)
ウェストスプリングフィールド（英: West Springfield）は、アメリカ合衆国マサチューセッツ州のハンプデン郡にある都市。人口は2万8391人（2010年）。スプリングフィールド都市圏に含まれる。コネチカット川沿いに位置し、川を挟んでスプリングフィールドの西岸にあることから「ウェストサイド」と呼ばれ、そのことが初期の町の歴史に大きな役割を果たした。

## 歴史

### 開拓初期
町の公式歴史書によると、ウェストスプリングフィールドと呼ばれるようになった地域には1635年に入植があった。1635年の大ハリケーンに襲われた後、開拓者は川の東岸の高い台地に逃げ、スプリングフィールドの町を設立した。ウェストスプリングフィールドは良好な農地だったので、西岸に留まった家族もいた。

#### 初期の交通問題
スプリングフィールドの植民地初期経済活動は、ビーバーの毛皮の交易以外に自給自足農業と家畜の飼育が大半であり、隣の地域の作物や土地で生産される商品との交換が好まれる取引手段だった。初期には既に製粉所や製材所もできていた。
コネチカット川が広く、当時は橋を架けられなかったので、渡河はボートを使って行われた。現在の町のコモンと東学校通りの間にヘイプレイスが設けられ、西岸の払下げ地で農耕あるいは刈り入れした者がその作物を東岸に渡し、また東岸の者が戻るための待ち合わせ場所になった。
1650年代までにイングランド人開拓者が川の西岸に永住するようになっていた。それはおそらくチコピー川の対岸リバーデール道路の近くだった。
その時代の初期、スプリングフィールドは、肉体労働のできる男性（およびその役畜）は、地方道路（インフラ税に相当する経済取引）の建設で1日8時間6日間の労働を求められるという規定を作っていた。1666年、西岸の住人は、西側の道路がまだ十分ではないのに、東岸の道路のために働かねばならないことに苦情を言った。かなりの論争があった後、開拓者はその住んでいる側の道路のために働くことが決められた。

### パリッシュの形成と独立への機運
初期ニューイングランドの町という政府形態では、教会と政府の間に多くの点で区別が曖昧であり、宗教集会も平信徒の集会も概して別々の人が指導して別々に開催されていた。
スプリングフィールドの初期開拓者にとって、タウンミーティングに出席することも、会衆派教会の礼拝（どちらも町の「集会所」で開かれる場合が多かった）に毎週出席することも義務付けられており、できない場合は罰金が課された。
その後の数十年間、西岸の住人は無料渡し船という形態で町からのサービスを要請したが、タウンミーティングで拒絶され、ノーサンプトンやハドリーの調停者からも拒否された。1683年3月、ライス・ベドーサ、その息子のジョン、ジョンの妻のリディアと生まれたばかりのマーシーが教会に向かっているときにコネチカット川で載っていたボートが転覆して溺死した。西岸の住人は改めて苦情を言い、西岸のための教会集会所を要求し始めた。1697年5月29日、マサチューセッツ植民地議会が遂に、約200名の西岸住人のために別のパリッシュと集会所を承認した。
西岸のパリッシュは、1696年にはアガワム、1800年にはフィーディングヒルズ、さらにホルヨークにも創設された。ホルヨークは当初「北パリッシュ」、あるいは初期のアイルランドからの開拓者ジョンとメアリーのライリー夫婦にちなんで「アイルランド・パリッシュ」とも呼ばれ、1831年より早い時期に創設された。
マサチューセッツ湾植民地議会は1647年に、50家族以上の町ならばどこも公立学校を建設することを要求する法を成立させた。1706年、請願から2年経った後で、西岸の住人は学校建設の予算を認められた（それまでは家庭内教育を受けていた可能性がある）。
1707年、西岸のパリッシュはスプリングフィールドのタウンミーティングから、自領域内の土地を払い下げる権利を委託された。

### スプリングフィールドからの独立
タウンミーティングに出席するにはコネチカット川を渡る必要性が続き、資源の配分についても東西の対立があったので、1756年、西岸の住人はマサチューセッツ植民地議会に別の町として法人化されることを請願した。1773年、特に議論の多かったタウンミーティングは、両岸の集会所の間を行き来し、1年間近くも政府が閉鎖されそうになった後で、両岸から分離の提案が植民地議会に送付された。1774年2月23日、ウェストスプリングフィールドが別の町として法人化された。当時の領域には現在のアガワム全市とホルヨーク市の大半が含まれていた。
町の認証によってその領域内にあるスプリングフィールド住人の所有地に課税する権限が無かったので、新たな論争が即座に持ち上がった。この法は資産が売却されるまでのみ適用するよう変更されたが、そのような土地が全てウェストスプリングフィールドによって課税されるようになったのは1860年代になっていた。

### アメリカ独立戦争
ウェストスプリングフィールドの民兵は、レキシントン・コンコードの戦いの翌日である1775年4月20日の始まりからアメリカ独立戦争に参加した。1777年、ドイツ傭兵とイギリス軍の大きな部隊がサラトガの戦いで捕獲され、ボストンに搬送された（国外退去あるいは投獄のため）。ドイツ人傭兵の中にはウェストスプリングフィールドに滞在する間に、そのまま土地の女性と婚姻を結び、土地の住人となった者もいた。
独立後の経済状態のために、1786年から1787年にスプリングフィールドやウェストスプリングフィールドでシェイズの反乱が起こった。

### 橋
技術的な進歩があったので、1805年にコネチカット川を渡す最初の橋の建設が可能になった。石の杭を使った有料橋であり、6つのアーチ型径間を通るときに道路は上がったり下がったりした。この橋は1814年の春の洪水で損傷を受け、交通量が増えて部分的に崩壊した後に解体された。
1816年、ブリッジ通りに新しい橋がオープンした。しかし1818年の雪解けのとき、樹木に結び付けて押し流されるのを防ごうとした勇敢な試みにも拘わらず、破壊された（繋いだケーブルが切れた）。3代目の橋は同じ基礎に建設され、その後の100年間以上使われた。1873年に有料ではなくなったが、「旧有料橋」と呼ばれていた。
現在ある記念橋は1922年にオープンした、1990年代に大掛かりなオーバーホールが行われた。
最初のノースエンド橋は1887年にオープンした。頑丈な金属製箱型トラス構造であり、箱の上部は道路の上から吊られた。1923年、タールで水止めした木製デッキが火事になり、橋が渡していたガス本管によってさらに悪化した。その場所に掛けられた代替橋は現在も使われている。
1847年、リバーデールからチコピーに木製有料橋が架けられたが（ウェイサイド・アベニューの付け根、元ブリッジ通り、アシュリー・アベニュー）、1903年に焼失した。
19世紀にウェストフィールド川を渡す橋が幾つか建設されたが、その大半は洪水で破壊された。幾つかのハイウェイ橋も20世紀後半に建設された。

### 自然災害
1647年、1767年、1801年、1804年、1818年とアガワム族インディアンの警告が本当になった。南北戦争時代の土手は1878年のアガワム川で高水位になったときも持ち堪えたが、1927年の豪雨で町はまた洪水に見舞われた。1936年には豪雨と雪解け水でさらに大きな洪水となった。人口17,000人の町で、8,000人が避難した。地域の橋は残った。鉄道橋は意図的にそこで停車した満杯の貨物列車の重みで垂れ下がった。1938年ニューイングランド・ハリケーンはリバーデール道路沿いの作物を水没させ、展示会敷地に大きな損傷をあたえたので、その年は祭ができなかった。モスリー・アベニューでは土手に穴を明けたが、雨水が町の低地に溢れる前に堰き止めることができた。1955年にもまた大きな洪水が起こり、サウスウィックにある町の上水処理場を破壊し、ベアホール・ダム、パイパー貯水池、記念プールを破壊した。これらの施設は全てその後再建された。
冬の気象もウェストスプリングフィールドの歴史で時として大きな損傷を与えてきた。1888年大風吹は5フィート (150 cm) の雪を降らせ、吹き溜まりでは20フィート (600 cm) にもなった。1978年や1996年の吹雪でもかなりの積雪があった。
2011年6月1日、竜巻がウェストスプリングフィールドを襲い、コネチカット川を渡ってスプリングフィールド市にも被害をもたらした。2011年スプリングフィールド竜巻と呼ばれ、ウェストスプリングフィールドの人口密度が高い地域を襲い、死者2人を出した。その中には15歳の娘を庇っていた母親がいた。アメリカ合衆国大統領バラク・オバマはウェストスプリングフィールドとスプリングフィールドを含む地域を連邦災害地域に指定した。
2011年10月29日、暴風雪により町と周辺地域に10インチ (25 cm) 以上の湿った雪を降らせた。雪はまだ葉を残していた木に張り付いた。その結果、木や大枝が家屋、自動車、電線、道路に倒れ落ちてきた。電力が回復するまで1週間を要した家もあった。

### 農業
園芸農業が始まった1830年代、農業は地元経済の主流であり続け、リバーデール道路地域に集中していた。作物は自家で消費したり他の作物と取引するよりも、現金収入のために市場に送ることが意図された。人口が増え、輸送方法が改善されて可能性ある市場の大きさを増した。1860年までにウェストスプリングフィールドは温室を使うようになっており、新鮮野菜をボストンに送った。農業は長い間ウェストスプリングフィールド経済の重要部分であったが、土地開発と経済の変化で衰退が始まり、1940年代までに町では小型の活動に変わっていた。
東部州展示会は、ニューイングランド農業の緩りとした衰退に対抗する処置として1917年に始められた。毎年秋の祭はこれまでウェストスプリングフィールド最大の観光行事であり、国内でも最大級のものだった。この展示場では年間を通じて多くの行事が開催されている。
最初のモーガン種馬は1789年から1790年にウェストスプリングフィールドで育てられた。

### 鉄道と工業化
軽工業は19世紀に成長を始め、鞣したハイド、馬車、火薬、陶器、工業パイプ、帽子、ボートなどが作られた。
産業革命が19世紀にマサチューセッツ州西部に達したとき、地域の多くの流れの速い川が工業町ブームを生んだ。初期の繊維や製紙工場は、アイルランド飢饉から移民して来た労働者で埋められ、1840年から1860年に町の人口を2倍にした。製紙業は地域の基幹産業となり、町域内には（大半はアガワム川沿いにあった）サウスワース製紙会社(1839年）、アガワム製紙会社（1859年）、アガワム運河会社、スプリングフィールド光沢紙会社（1882年）、ワーシー製紙会社（1892年）、ミッティニーグ製紙会社（1892年、後にストラスモア製紙会社と呼ばれ、インターナショナル製紙に買収された）があった。
ウェスタン鉄道が1841年に貨物と旅客の輸送を開始し、ウェストスプリングフィールドとウースター、ボストン、バークシャーおよびアップステート・ニューヨークを繋いだ。1870年にはボストン・アンド・オールバニ鉄道となった。ボストンからオールバニまでの所要時間は、1820年代の駅馬車で40時間以上掛かっていたものが大幅に短縮された。コネチカット川を渡す木製屋根付き鉄道橋は1841年に開通し、1874年には現行の複線鋼製トラス鉄道橋に置き換えられた。
ウェストスプリングフィールドは輸送の主要中心地となり、長年鉄道が町では最大の雇用主だった。修繕工場も1896年に市内に建設され、その最盛期にはミッティニーグと、現在のメモリアル・アベニュー近くの2か所に主要駅があった。
最初の馬が曳くトロリーはスプリングフィールド・ストリート・レイルウェイが1877年に開業し、スプリングフィールドのメインストリートからエルム通りとパーク通りまで、途中メインストリートとブリッジ通りの旧有料橋を通った。後にはウェストフィールド通りを経て教会通りまで延伸された。電化は1892年から1893年に完成し、川を渡るときは当初のノースエンド橋を通った。その後の時代にホルヨーク・ストリート・レイルウェイ（リバーデール道路経由、1895年）、タサム（1896年）、ウォロノコ・ストリート・レイルウェイ（ウェストフィールド、1899年）、コネチカット川を越えてアガワム（1900年）のリバーサイド経由（現在のシックスフラッグズ・ニューイングランド）、フィーディングヒルズ（1902年）、最後はコネチカットのサフィールド・ストリート・レイルウェイ（ハートフォード・ウェストサイド線を可能にした、1905年）と伸びて行った。
1923年旧ノースエンド橋が破壊され、トロリーが渡河する地点を現代のメモリアル橋に変えられた。しかし、トロリーの旅客サービスは1926年から削減が始まり、1936年には完全に停止された。現在の地域および都市間大量輸送は、パイオニア・バレー交通局のバス便、アムトラック、および民間バス会社によって行われている。ピーターパン・バスラインズはスプリングフィールドに本社がある。
機関車が蒸気からディーゼルへの転換が進み、ウェストスプリングフィールドの修繕工場は1956年に閉鎖された。自動車交通が隆盛し、ウェストスプリングフィールドの鉄道駅（ミッティニーグ）は1957年に閉鎖された。アムトラックの列車はスプリングフィールドで現在も停車しており、中央鉄道駅はボストン・アンド・オールバニ鉄道のこの部分の承継者であるCSXトランスポーテーションが貨物輸送に使っている。
ルーラル・フリー・デリバリーが19世紀後半あるいは20世紀初期に住民各家庭に郵便の配達を始めた。
西マサチューセッツ電力会社（現在はノースイースト・ユーティリティズの子会社）の主要発電所は1949年にウェストスプリングフィールドで接続された。

### ホルヨークとアガワムの創設
ウェストスプリングフィールドの「北パリッシュ」あるいは「アイルランド・パリッシュ」はハドリー滝近くに位置していたのが都合よく、運河と工場が発展した。このパリッシュは1850年にホルヨーク市として法人化された。
主にウェストフィールド川の南にある地域は、アガワムとフィーディングヒルズのパリッシュを含め、1855年にアガワムの独立した町として法人化された。

### ハイウェイの建設
アメリカ国道5号線（現在はリバーデール道路とも呼ばれる）はスプリングフィールドとウェストスプリングフィールドの中心街をバイパスするように修正され、新しい部分は1938年、1941年から1942年、1952年から1953年にウェストスプリングフィールドとアガワムで建設された。その結果、幾らかの土地が取られ、川から特定地区を切り離すことになったが、南北方向の交通が迅速化され、これらの地区の洪水を防ぐために堤防が強化された。ノースエンド橋やメモリアル橋へのアクセスは、新しい交通パターンを取り込むよう修正された。
1955年から1957年までマサチューセッツ・ターンパイクが建設された。州間高速道路91号線が1958年から1970年まで長い期間に建設されたが、当初計画されたようにウェストスプリングフィールドを通すべきか、あるいはスプリングフィールドの都市計画者が望んだように同市を通すべきかでかなりの議論があった。

#### ウェストスプリングフィールドに計画された州間高速道路91号線
州間高速道路91号線の当初計画は、「マサチューセッツ州スプリングフィールド大都市圏のための1953年ハイウェイ・マスタープラン」に詳しい。昔から北と南からスプリングフィールドとウェストスプリングフィールドに達するために使われた経路であるアメリカ国道5号線を拡張して使うものだった。1953年から1958年、リバーデール道路があちこちで拡幅され、追加され、多くの企業が閉鎖されて他所に移されて州間高速道路91号線を建設する余地を作り、多くの橋でスプリングフィールドに繋がるように計画された。州間高速道路91号線の当初計画は、既にアメリカ国道5号線が通っていたウェストスプリングフィールドに利益があるようになっており、旅行者はウェストスプリングフィールドの企業の多くを後援するようになっていた。
しかし、1958年、スプリングフィールドの都市計画者は、ウェストスプリングフィールドの経済に関して視点が無く、あるいは彼ら自身の市の経済に洞察力があるように見え、州間高速道路91号線がスプリングフィールドの川面を通るように熱心に運動した。当時彼らが挙げた理由は、スプリングフィールドがウェストスプリングフィールドより人口が多いのだから主要幹線のルートになるべきというものだった。実際に、1958年のスプリングフィールドの都市計画者は、スプリングフィールドの川面を通して州間高速道路91号線を建設することが、19世紀半ばに鉄道が大大的に拡大された頃に経験したものに匹敵する経済成長を促すことになると提唱していた。
ウェストスプリングフィールドは州間高速道路91号線について正当で法的な権利があったが、マサチューセッツ州ハイウェイ当局は実際的な面に直面してスプリングフィールドの激しい圧力に折れた。ウェストスプリングフィールドを通る1952年から1953年に建設されたアメリカ国道5号線の短い現存部分は州間高速道路の設計基準に合っていなかった。かくしてウェストスプリングフィールドにおける州間高速道路91号線の計画は棚上げされ、スプリングフィールドのあるコネチカット川東岸に移され、高架道路が設計された（ウェストスプリングフィールドでは地上道路が計画されており、これとは異なる概念だった）。
州間高速道路91号線がスプリングフィールドで建設された後、1958年の都市計画者が予測した繁栄のようなものは起こらなかった。実際にスプリングフィールドにおける州間高速道路91号線の建設は市の40年間に及ぶ衰退の始まりと時を同じくしていた。ウェストスプリングフィールドのアメリカ国道5号線とは異なり、スプリングフィールドにおける州間高速道路91号線は、それまでハイウェイの無かった地域あるいはそのような交通を要する企業の無い地域に建設された。州間高速道路91号線が人口密度の高い中心街と川面の双方に大変接近していることにより、スプリングフィールドには企業数社を超えて建設する場所が無かった。こうしてスプリングフィールドは州間高速道路91号線から予測していた経済的恩恵を受けることが無く、マサチューセッツ大学都市デザイン学校による学術的な評価に拠れば、ウェストスプリングフィールドの方が経済的恩恵を受けるはずだったとなっている。

## 地理
アメリカ合衆国国勢調査局に拠れば、市域全面積は17.5平方マイル (45.4 km2)であり、このうち陸地16.8平方マイル (43.4 km2)、水域は0.8平方マイル (2.0 km2)で水域率は4.50%である。コネチカット川の西岸にあり、スプリングフィールド市の対岸、ウェストフィールド川の北岸にあり、対岸はアガワム市である。
ウェストスプリングフィールドの西はイースト山と呼ばれる火山性トラップロックの線上の崖が境になっている。この山は、ロングアイランド湾からバーモント州境近くまで伸びる山岳性トラップロックの尾根であるメタコメット山地の一部である。全長110マイル (176 km) のメタコメット・モナドノック・トレイルがメタコメット山地とイースト山を通っている。
その他地形的特徴あるものには次のものがある。
- バッグ・ブルック
- ブロック・ブルック（現在のウェストフィールド通りにある目立つ橋から名付けられた）
- ベアホール - 約1,700エーカー (6.9 km2) の森林地帯であり、ベアホール貯水池がある。この貯水池は大変浅く、少なくとも町の飲料水の量を賄っている。多様な生態系があり、アメリカワシミミズク、オジロジカ、鷹がいる他、春のみの水溜りができる。年間を通じてハイキング、犬の散歩、自然観察が人気のある活動である。パイオニア・バレー鉄道が最西部の外周に沿って鉄道を持っている。大変低速の鉄道であり、地元企業のために商業貨物を運んでいる。
- クロウフット・ブルック
- ゴールダイン・ブルック
- ミッティニーグ公園
- ポーカタック・ブルック - 土地のインディアンの言葉で「ポーカ」（はっきりした、透明な）、あるいは「ペグワ」（浅い）と「タック」（川）の合成語[38]
- パイパー・ブルック
- タウン・コモン – 元はタウンミーティング集会所、教会、民兵隊のために使われ、現在の街路樹がある公園は1886年にエドワード・パーソンズ他町民によってレイアウトされた[39]。周辺の通りは「ブロードウェイ」から「公園通り」と「公園アベニュー」に改名された.[40]
- ホワイトチャーチヒル –  現在も残っている教会は、1802年に町の主たる教会と集会所としてコモンにあった旧集会所に代わったものである。1872年にやはりコモンで第2の会衆派教会によって補強された
- スクールハウス・ブルック
- タナリー・ブルック

## 地区
現在のウェストスプリングフィールドにはミッティニーグなど、9つの地区がある。

## 交通

### 道路
町を通る番号付道路には次のものがある。
- 州間高速道路91号線
- マサチューセッツ・ターンパイク（州間高速道路90号線）
- アメリカ国道5号線（リバーデール通り）、アメリカ国道20号線（ウェストフィールド通りと中心街）
- マサチューセッツ州道147号線（メモリアル・アベニュー）

### 空港
ウェストスプリングフィールドには空港が無い。最も近い商業便が発着する空港は、コネチカット州ウィンザーロックスにあるブラッドレー国際空港である。地域には軍用飛行場や一般用途空港もある。

### 大量輸送
大量輸送機関として、パイオニア・バレー交通局のバス便が、スプリングフィールドから川を超えてウェストスプリングフィールドに通っている。
- 赤14番 - フィーディングヒルズ/スプリングフィールド
- 赤10番 - ウェストスプリングフィールド/ウェストフィールド州立大学
- 紫20番 - ホルヨーク/スプリングフィールド、ホルヨーク・モールとリバーデール経由
- 赤24番 - エセックス/アップルトン、カボット/サージェント/ホルヨーク病院経由（土曜日のみ）

## 人口動態
以下は2010年国勢調査による人口統計データである。
| 基礎データ - 人口: 28,391 人 - 世帯数: 11,757 世帯 - 家族数: 7,117 家族 - 人口密度: 643.1人/km2（1,665.7 人/mi2） - 住居数: 12,259 軒 - 住居密度: 282.6軒/km2（731.9 軒/mi2） 人種別人口構成 - 白人: 90.68% - アフリカン・アメリカン: 3.30% - ネイティブ・アメリカン: 0.22% - アジア人: 1.97% - 太平洋諸島系: 0.04% - その他の人種: 2.94% - 混血: 2.10% - ヒスパニック・ラテン系: 5.75% 年齢別人口構成 - 18歳未満: 23.4% - 18-24歳: 7.8% - 25-44歳: 29.6% - 45-64歳: 23.2% - 65歳以上: 15.9% - 年齢の中央値: 38歳 - 性比（女性100人あたり男性の人口） - 総人口: 95.2 - 18歳以上: 91.2 | 世帯と家族（対世帯数） - 18歳未満の子供がいる: 27.0% - 結婚・同居している夫婦: 44.7% - 未婚・離婚・死別女性が世帯主: 11.4% - 非家族世帯: 39.8% - 単身世帯: 34.0% - 65歳以上の老人1人暮らし: 11.2% - 平均構成人数 - 世帯: 2.33人 - 家族: 3.02人 収入と家計 - 収入の中央値 - 世帯: 40,266米ドル - 家族: 50,282米ドル - 性別 - 男性: 38,082米ドル - 女性: 28,079米ドル - 人口1人あたり収入: 20,982米ドル - 貧困線以下 - 対人口: 11.9% - 対家族数: 8.7% - 18歳未満: 20.0% - 65歳以上: 7.3% |

## 市政府
ウェストスプリングフィールドは当初オープン・タウンミーティング方式で統治されており、1922年から代表制タウンミーティングが始まった。タウンミーティングは町議長によって主宰された。現在は2000年4月1日から市長・市政委員会方式を採用している。市の形態の政府を申請し認証されながら、その公式名には「町」を残すことを望むことで、マサチューセッツ州内14自治体の1つである。初代市長はエドワード・ギブソンであり、5期連続で務めた。グレゴリー・ネッフィンガーが2011年11月8日に当選した市長だが、2013年11月5日に再選を求めた時はエドワード・C・サリバーンに2対1という大差で敗れた。

## タウンサービス
ウェストスプリングフィールドは独自の教育学区、警察署、消防署、図書館、公共事業部、健康管理部、公園・レクリエーション部を持っている。
ウェストスプリングフィールド消防署は1883年に設立され、現在は1つの詰所に11台の機材を揃えている。
教育学区は1827年から独立の教育委員会に支配されており、中央高校、中学校、多くの小学校を維持している。
警察の予算が初めて着いたのは1877年だった。組織は次第に専門化し、機動化し、オフィスや監獄を備えるようになってきた。

### 図書館
準公共の「取次」図書館が1775年から1807年と1810年から1840年まで運営されたことがあった。現在の蔵書収集は1854年から始まったが、後に大衆に開放された。ウェストスプリングフィールド公共図書館は1864年に設立された。当初市役所にあったものが、1915年にアンドリュー・カーネギーの寄付によって建設された専用の建物に移された。増築分は1959年にオープンした。2008会計年度で、市予算の0.91%、765,760ドルを使っており、市民1人当たり27ドルになっている。

## 教育
ウェストスプリングフィールドには多くの学校がある。そのうち9校は公立学校であり、残りが私立である。学校は市の教育体系（ウェストスプリングフィールド公共教育学区）によって運営されている。ウェストスプリングフィールド高校は9年生から12年生を教えている。ウェストスプリングフィールド中学校は6年生から8年生を教えている。小学校のうち4校は1年生から5年生、コバーン小学校は幼稚園生と1年生から5年生、ジョン・アシュリー学校は就学前児童と幼稚園生を教えている。その他にカウイング・スクール（就学前と正規の学校に通学できない児童）とセントトマス学校（就学前から8年生）がある。

### 学校の建設と閉鎖
コバーン小学校は1923年4月に建設され、1928年9月に増築され、7年生から9年生までのジュニア高校として運営されていたが、1956年に新しい高校が建設された。カウイング・スクールは町で初の単独型高校として1915年に開校した。ジョン・アシュリー、メモリアル、タサムの3つの小学校は戦後のベビーブームに対応するために1952年に開校した。さらにジョン・R・フォーシー学校は1960年に建設され、1962年にも増築された。
ウェストスプリングフィールド高校は1956年にカウイングの建物からパイパー道路に移転された。1966年にはかなりの増築が行われた。新校舎が現存校舎の北に建設され2014年2月に完成した。パイパー道路に新しい高校が建設された後、カウイング・スクールは解体される予定だったが、生徒数の増加に対応してさらに新しい高校が建設中であり、1960年から高校の増築が完成した1966年まで9年生を受け入れていた。1966年から1981年、カウイング・スクールはジュニア高校として機能していた。
1980年の住民投票の成立により、教育予算が締め付けられ、優先事項を再検討され、1981年秋には多くの学校が閉鎖または統合された。
- ジョン・アシュリー学校は閉鎖されたが、1987年に地区就学児童数増加のために再開され、幼稚園と初期教育のために町全体から受け入れることになった
- メインストリート学校は閉鎖され、アパートに用途変更された
- パークアベニュー学校は閉鎖され、オフィスビルに用途変更された
- 旧タサム学校は閉鎖され、アパートに用途変更された
- マーガレット・C・マクドナウ（元キングスハイウェイ）学校は閉鎖され、アパートに用途変更された
- ウィリアム・A・カウイングジュニア高校（1915年から1956年は高校）は小学校に変更された

1998年にウェストスプリングフィールド中学校が開校する以前、町は増え続ける児童生徒数への対応に苦慮していた。
- 1987年、ジョン・アシュリー学校は2000年の将来学級を迎え、幼稚園全てを1つの建物に統合し、初期教育プログラムを加えた
- 1990年、パイパー道路学校が高校の一翼にオープンし、町内の6年生全てを受け入れ、小学校を1年生から5年生という体系にして、それがほとんどの校舎で残っている。中学校の開校でこのスペースは高校に戻された

ウェストスプリングフィールドは6年生から8年生のために1998年に開校した。
- ウェストスプリングフィールドジュニア高校は小学校に変更され、フィリップ・G・コバーン学校に改名された。コバーンは元教育者であり、長く「ウェストスプリングフィールド・リコード」の編集者を務めた愛された町民だった
- ウィリアム・A・カウイング小学校は閉鎖され、建物の一部は様々な教育目的に使われていたが、全日幼稚園と就学前教育に割り当てられた

## 経済
ウェストスプリングフィールドはスプリングフィールド・ハートフォード知識回廊の一部だと見なされている。
南北方向の州間高速道路91号線、東西方向のマサチューセッツ・ターンパイク、および様々な貨物鉄道へのアクセスが容易であり、「ニューイングランドの交差点」と呼ばれることがある。
リバーデール道路回廊は地域のショッピング中心であり、多くの郊外型大型小売店やカーディーラーが集まっている。
東部州展示会は大型の季節労働者雇用主になる。

## 見どころ
- ジョサイア・デイ邸、国内で最古のレンガ造りソールトボックス型家屋
- 東部州展示会（ビッグE）、毎年開催される大型フェア
- 全長110マイル (176 km) のメタコメット・モナドノック・トレイル、ハイキング道、ウェストスプリングフィールド西部のイースト山とプロビン山の尾根を通っている

市内には幾らかの公園がある
- ミッティニーグ公園
- ベテランズフィールド - フットボール場と野球場2面
- パーク通りのエルム通りからメインストリートまでの公園

ショッピングセンターは2か所ある
- センチュリー・ショッピングセンター - 旗艦店5店が入る商店街モール
- リバーデールショップス - 24店のモール

## メディア
地元で唯一の新聞は毎週木曜日に発行される週刊紙「ウェストスプリングフィールド・リコード」であり、1953年に創刊された。購読数は約5,500部である。その他に「スプリングフィールド・レパブリカン」など地域の紙媒体のメディアがある。
市内にはテレビ局もラジオ局も無い。最も近い局はスプリングフィールドにある。

## スポーツ
- マサチューセッツ・ツイスターズ、アメリカン屋内サッカーリーグ、東部州展示会

## 著名な出身者
- クリス・カプアーノ、メジャーリーグベースボール選手、ニューヨーク・ヤンキース
- レオ・ドローチャー、メジャーリーグベースボール選手と監督、アメリカ野球殿堂入り
- スタス・スパーニン、画家、「史上最年少のプロの画家」としてギネスブックに記載された